# Geoffrey Gilbert
Geoffrey Gilbert (1914-1989) was een beroemd Engelse fluitist. Gilbert speelde de Engelse premières van de fluitconcerten van Jacques Ibert, Carl Nielsen, André Jolivet en Jean Rivier. Hij gaf les aan het Trinity College, de Guildhall School of Music en de Royal Manchester College of Music. Enkele van zijn studenten zijn Trevor Wye, Susan Milan, Alexander Murray, William Bennett, Peter Lloyd, Averil Williams en James Galway.
Gilbert speelde achtereenvolgens in de volgende orkesten:
- 1934-1935 eerste fluitist in het Halle Orchestra, Manchester onder leiding van Hamilton Harty
- 1935-1939 en 1946-1948 eerste fluitist in het London Philharmonic Orchestra onder leiding van Thomas Beecham
- 1939-1946 Kapel van de Coldstream Guards/ militaire dienst
- 1948-1969 Wigmore Chamber Ensemble
- 1948-1952 eerste/ solofluitist BBC Symphony Orchestra onder leiding van Malcolm Sargent
- 1957-1963 eerste fluitist Royal Philharmonic Orchestra